# 48 Białoruski Batalion Schutzmannschaft
48 Białoruski Batalion Schutzmannschaft (ros. 48-й Белорусский полицейский батальон) — kolaboracyjny pomocniczy oddział policyjny złożony z Białorusinów podczas II wojny światowej.

## Historia
Został sformowany jesienią 1943 w Słonimie. Dzięki skutecznej propagandzie, prowadzonej przez działaczy Białoruskiej Samopomocy Ludowej, zgłosiło się ok. 5 tys. Białorusinów, spośród których Niemcy odrzucili ok. 1 tys. jako nienadających się do służby policyjnej. Część została odprawiona do Słucka, gdzie weszli w skład formowanego 36 Białoruskiego Batalionu Schutzmannschaft. Na czele 48 Batalionu stanął oficer niemiecki w stopniu majora. Dowódcami kompanii też zostali Niemcy. Jedynie oficerem propagandowym został Białorusin J. Dakiniewicz, choć formalnie pełnił on funkcję białoruskiego dowódcy batalionu. Dzięki temu udało się zachować wysokie morale i dyscyplinę wojskową. Na początku 1944 J. Dakiniewicz odszedł z batalionu, zostając rejonowym komendantem Białoruskiej Obrony Krajowej. W tym czasie batalion został skierowany do działań przeciwko partyzantom. Wkrótce został rozbity w walkach z partyzantką. Jego resztki rozdzielono pomiędzy pozostałe bataliony Schutzmannschaft.